# Jokkblommossa
Jokkblommossa (Schistidium subjulaceum) är en bladmossart som beskrevs av H. Blom 1996. Jokkblommossa ingår i släktet blommossor, och familjen Grimmiaceae. Enligt den finländska rödlistan är arten starkt hotad i Finland. Arten är reproducerande i Sverige. Artens livsmiljö är våtmarker i fjällen (myrar, stränder, snölegor). Inga underarter finns listade i Catalogue of Life.